# Мірандінья
Це стаття про гравця 1975 року народження. Про футболіста Мірандінью, учасника ЧС-1974 див  Себастьян Міранда да Сілва Фільйо
Франсіско Ернані Ліма да Сілва (порт. Francisco Ernandi Lima da Silva), більш відомий як Мірандінья (порт. Mirandinha, нар. 2 липня 1959, Шавал) — бразильський футболіст, що грав на позиції нападника. По завершенні ігрової кар'єри — тренер.
Виступав, зокрема, за клуб «Ньюкасл Юнайтед», а також національну збірну Бразилії.

## Клубна кар'єра
Вихованець футбольної школи клубу «Ферровіаріо». Дорослу футбольну кар'єру розпочав 1977 року в основній команді того ж клубу, після чого виступав за різні бразильські клуби: «Понте-Прету», «Палмейрас», «Ботафогу», «Наутіко Капібарібе», «Португезу Деспортос» та знову «Палмейрас». в якій провів жодного сезонів, взявши участь лише у -1 матчі чемпіонату.
Своєю грою на Кубку Роуза, де Мірандінья забив гол і допоміг команді виграти трефей, привернув увагу представників тренерського штабу клубу «Ньюкасл Юнайтед», до складу якого приєднався 1987 року за £ 575,000, таким чином ставши першим бразильцем в англійському футболі. Відіграв за команду з Ньюкасла наступні два сезони своєї ігрової кар'єри. Більшість часу, проведеного у складі «Ньюкасл Юнайтед», був основним гравцем атакувальної ланки команди і одним з головних бомбардирів команди, маючи середню результативність на рівні 0,37 голу за гру першості. Проте за підсумками сезону 1988/89 клуб зайняв останнє 20 місце і вилетів у Другий дивізіон, після чого Мірандінья покинув «Ньюкасл» і повернувся у «Палмейрас».
У 1991 році Мірандінья знову повернувся до Європи і грав португальський «Белененсеш», але провів там всього лише три матчі у чемпіонаті, забивши два голи. У цьому ж році він повернувся в Бразилії, де перейшов в «Корінтіанс», в якому забив 2 голи у Кубку Лібертадорес 1991 року.
Після відходу з «Корінтіаса» Мірандінья недовго грав за «Форталеза», а 1992 по 1994 роки виступав за японські клуби «Сімідзу С-Палс» та «Сьонан Бельмаре».
Завершив професійну ігрову кар'єру 1995 року у клубі «Форталеза», що на цей момент грала у третьому бразильськлму дивізіоні.

## Виступи за збірну
19 травня 1987 року дебютував в офіційних іграх у складі національної збірної Бразилії в матчі Кубка Роуза проти збірної Англії, в якому також забив гол і зрівняв рахунок (1:1).
Того ж року у складі збірної був учасником розіграшу Кубка Америки 1987 року в Аргентині, проте на поле так і не вийшов.
Всього протягом року провів у формі головної команди країни 4 матчі, забивши 1 гол, після чого за збірну більше не грав.

## Кар'єра тренера
Розпочав тренерську кар'єру невдовзі по завершенні кар'єри гравця, 1996 року, очоливши тренерський штаб клубу «Ферровіаріо».
В подальшому очолював низку бразильських нижчолігових клубів і найбільших результатів досяг з «Ріо-Негро», який привів 2001 року до перемоги в чемпіонаті штату Амазонас, та «Форталезою», разом з якою 2009 року став чемпіоном штату Сеара. Також тренував за кордоном саудівські клуби «Хаджер» та «Аль-Раед», а також малазійський «Кедах».
З 2017 року очолює клуб «Женус», що виступає в бразильській Серії D.

## Титули і досягнення

### Як гравця
- Переможець Ліги Сеаренсе (1):

«Форталеза: 1991

### Як тренера
- Переможець Ліги Амазоненсе (1):

«Ріо-Негро»: 2001
- Переможець Ліги Сеаренсе (1):

«Форталеза: 2009